# 週刊スタミナ天国
『週刊スタミナ天国』（しゅうかんスタミナてんごく）は、1990年4月14日から1996年9月28日までフジテレビで放送されたバラエティ番組。略称は「スタ天」。放送開始当初は『滋養強壮バラエティ』（じようきょうそうバラエティ）という副題を冠していた。
放送時間は土曜 13:00 - 14:25 (JST) だが、1995年10月からの1年間は土曜 12:55 - 13:00の番宣番組が14:20へ拡大移動したのに伴い、5分繰り上げて放送。
1996年10月から1997年3月29日まで同局で放送された『スタミナ天国ターボ』についても本項で述べる。

## 概要
前番組『パラGo!サタデー』（『パラダイスGoGo!!』の土曜版）と、月に1回のペースで放送の『月刊ストレス解消TV』から発展した番組であり、当初は前番組に引き続き、乙女塾のメンバーがレギュラー出演していた。
基本的には関東ローカルで放送されていたが、北海道文化放送、岩手めんこいテレビ、山形テレビ（1993年3月まで）、東海テレビ（いずれもフジテレビ系列）やサンテレビ、KBS京都（いずれも独立UHF局）やテレビ山口、大分放送（いずれもTBS系列）でも放送されたこともある。
なお、この番組のコーナーとして好評であった「わんぱくヘルパー」が『快傑!ヘルパー』と題して独立し、1994年4月から同年9月まで金曜19:00からの30分番組として放送されていたことがある。
1996年10月から番組名を『スタミナ天国ターボ』に改題してレギュラー陣を一新。当時建設中であったお台場新社屋で収録を行っていた。また、企画制作担当をイザワオフィスに変更した。
1997年3月22日放送分をもって『スタミナ天国』シリーズは7年の歴史に幕を閉じた。なお、イザワオフィスは後番組『加トちゃんマチャミのお台場CHA・CHA!!』以降も『パパアミーゴ!』まで土曜13時台の番組の企画制作を手がけていた。

### 放送時間の変遷
| 期間    | 期間    | 放送時間（日本時間）       |
| ------- | ------- | -------------------------- |
| 1990.04 | 1995.09 | 土曜 13:00 - 14:25（85分） |
| 1995.10 | 1996.09 | 土曜 12:55 - 14:20（85分） |
| 1996.10 | 1997.03 | 土曜 13:00 - 14:25（85分） |

## 出演者

### 司会者
| 期間                       | 期間    | 司会       | 進行                  |
| 1990.04                    | 1992.09 | 田代まさし | 有賀さつき1           |
| 1992.10                    | 1997.03 | 田代まさし | 小島奈津子 西山喜久恵 |
| -------------------------- | ------- | ---------- | --------------------- |
| - 1 フジテレビアナウンサー |         |            |                       |

### レギュラー
- 桑野信義
- 久本雅美
- 小池聰行（オリコン社長）
- B21スペシャル
- ロンドンブーツ1号2号
- 光浦靖子
- 勝俣州和
- 浅田優美
- 清水圭
- 風見しんご
- 大東めぐみ
- 乙女塾 ※本編出演回に限らず、以下メンバー新曲の歌唱シーンがエンディングで流れた。
  - CoCo
  - ribbon
  - Qlair
  - 堀川早苗
  - 花島優子
- 真璃子
- かとうれいこ
- 高橋ひとみ
- 石井愃一（「FUNKEY事件簿」コーナーの再現映像に出演）
- つぶやきシロー
- 山崎邦正
- 秋本祐希
- 麻生あゆみ（現・穂高あゆみ）
- 渡辺二郎
- 盛美恵（出演中に「もりみえ」へ改名）

## 主なコーナー

### がっちり食いましょう
- かつて放送していた『がっちり買いまショウ』（毎日放送）をモチーフにした食事ゲーム。冒頭では田代が、「7万円、5万円、3万円、運命の分かれ道!」と本家そのままの口上を述べていた。
- 出場者は夫婦ペア3組。まずコース決めゲーム（週替わり）を行い、勝った順番から7万円コース・5万円コース・3万円コースとなる。
- 金額の低いコースのペアから食事に挑む。出場者は和・洋（フレンチ又はイタリアン）・中と揃った様々なメニューから好きな料理を選んで、制限時間内に残さず食べていく。料理を提供する店舗は、各ジャンルの高級店が週替わりで登場していた。
- 制限時間は1万円につき1分で、3万円コースなら3分以内に全て食べなくてはならない。但し、デザートについては特別ルールがあり、複数個の注文が可能で、食べなくても失格にはならない。
- 最終的に食べた物の合計金額が設定金額の±2000円の範囲に収まれば、ペアにコースの賞品が贈られる。もし合格ゾーンを外れたら賞品はもらえず、罰として食べた料理の食器を洗って帰る。
- 合計金額が設定金額と同じ場合は、「がっちり賞」として海外旅行が贈られる。
- レジ係の桑野と観客には正解の金額が教えられており、彼らの反応が出場ペアにとって大きなヒントとなっていた。
- コーナーのオープニングは、スナップ！の『Ive got the power』。

### ビッグORスモール
- ペアで参加する2択クイズ。解答者は出題者（太田真一郎）の出す問題に、「ビッグ」か「スモール」で答える。正解すると賞金が倍増し、次の問題へ進む権利が与えられるが、誤答は賞金が半減され退場となる。
- 正解した場合は次の問題の挑戦を止め、賞金を持って帰ることも出来た。ただし挑戦を促すため、次の問題に賞品が追加されることもあった。
- 番組後期には、スタジオ観覧者全員参加に改められた。山本リンダの『狙いうち』の替え歌（ビッグORスモール、ヘイ！）が流れている間に「ビッグ」「スモール」が書かれたプレートを出す。残った人が数名になったところで回答者席に移り回答する形式だった。
  - これに類似したもので、『ジンギスカン』をバックミュージックにスタジオ観覧者と山崎邦正がじゃんけんで対決するコーナーがあった。

### クイズ他人の気持ち
- 毎週5人の小学生、外国人などのゲストを招いて行うクイズコーナー。レギュラー出演者およびタレントゲストは、ペアを組んで解答者となる。
- お題（ことわざの穴埋め問題など）に対してゲストの5人がボードに答えを書き、田代がそのうち4人の答えを公開する。解答者は、それを参考に残りの1人の答えを当てる。
- 解答方式は問題によって早押し、筆記の2種類があり、正解すると10点獲得。
- 最終問題はゲストと解答者が同時にお題に答える。解答者が書いた答えがゲストと1人一致するごとに20点獲得。最終的に得点の最も高い解答者のペアが優勝となる。
- コーナーのオープニングは、金井克子の『他人の関係』（イントロのみ）。田代らが、金井が同曲で披露した指さしのような振り付けを真似していた。

### 週刊実は(話)・・・そうなんですよ
- 某・週刊誌名を真似て、新聞・週刊誌の間抜けな三面記事・事件・犯罪を詳しく紹介・解説するコーナー。形式としては昭和50年代に日本テレビで放送されていた「テレビ三面記事 ウィークエンダー」に近い。その後、形式を変え、後述の「FUNKEY事件簿」へと引き継がれた。

### FUNKEY事件簿
- 間抜けな犯罪を、再現VTRで紹介するコーナー。再現には毎回石井愃一が出演し、そのコミカルな演技が好評を博した。

### スターミナボウリング
- 不定期に行っていた、チーム対抗ボウリング大会。タイトルは『ザ・スターボウリング』（テレビ東京）のもじり。
- ルールは普通のボウリングと同じだが、途中で、カードを引いて代役に投げさせる特別ルールが有る（例：「ボウリング」ならぬ「ボーリング」で、土木技術師に）。

### 奥様スターゴルフ
- 不定期に行うゴルフ企画。助っ人として、田代、プロ、桑野の3人からくじ引きで決定する。3ホール対決。

### クイズ!大人様には分かるまい!
- 子供、大人に分かれ、クイズを行い子供と答えが一致したら正解。

### ダンスでファンキー
- ソウルトレイン等ダンス番組の子供版。子供がクラブ風のダンスを踊り、優勝すると、好きなおもちゃがもらえる。

### ファンキー奥様
- メリージェーンを抱き合い踊りながら、奥様の本音を聞いていく。

### わんぱくヘルパー
- 援助が無ければ叶いそうにない夢を有名人と一緒に助けてもらう（例:ロンドンブーツ1号2号にネタを見せて駄目出しをして欲しい。自分の作った物語を予算内でアニメ化して欲しいなど）。

### ダディーズホーム
- 結婚間近の新婦が父親(母親)にドッキリをかけ、感謝すると言う企画。

### 実験くん
- 清水圭が「実験くん」というキャラクターに扮し、視聴者から寄せられた疑問を解決するためにいろいろな実験を行うコーナー。当コーナーのオープニングテーマは人気を博した。勝俣州和が一緒に共演していた時期もあった。元々は、「博士くん」というタイトルであった。
- なお、同じフジテレビ系で放送されていた『とんねるずのみなさんのおかげです』の同名コーナーとは関係ない。

## スタッフ
- 構成：沢口義明、西川晋、佐々木勝俊
- 取材：野中浩之、海老克哉、清水聖太郎
- 技術：佐藤五十一、堀田満之
- カメラ：星谷健司、関克哉
- 映像：佐藤光雄、戸田英男
- 音声：笹田明彦、木俣洋一
- ナレーション：冬馬由美　他
- 照明：四分一浩、嶺岸一彦
- ロケ技術：VIC
- 美術制作：松尾嘉之、石鍋伸一朗
- デザイン：越野幸栄
- 美術進行：岡村正樹、石川利久
- 大道具：那須野清、瀬名波康之
- 装飾：宮下順一
- 持道具：田中マキ
- 衣裳：小林幸子、土田清
- メイク：岸本由美、宮沢文子
- かつら：牧野勇
- 電飾：谷口雅彦
- 視覚効果：小熊雅樹
- アクリル装飾：佐藤雅子、榎本郁夫
- 生花装飾：佐伯孝夫
- 植木装飾：須田信治
- 楽器：岩崎滋
- タイトル：川崎利治
- スタイリスト：BOBBY INC.
- 編集：中根敏晶（パッチワーク）、里見勝彦（四谷ビデオスタジオ）
- MA：篠原正宏（四谷ビデオスタジオ）
- 音響効果：川端智之（4-Legs）
- TK：斉藤裕里
- ディレクター：和久津一成、加藤雅之 / 山田弘子（フジテレビ）
- 演出：梁取正彦（コール）
- プロデューサー：笠井一二（フジテレビ）
- 技術協力：八峯テレビ
- 制作著作：フジテレビ